# Лукас, Каро
Каро Лукас Гукасян (арм. Կարո Լուկաս Ղուկասեան, перс. کارو لوکاسl‎; 4 сентября 1949, Исфахан, Иран — 8 июля 2010, Тегеран, Иран) — иранский учёный-инженер и изобретатель армянского происхождения. Профессор Тегеранского университета. Отец иранской робототехники и искусственного интеллекта. Включен в Зал славы иранской науки и культуры в звании «Вечная фигура».  
Основатель ISRF, Института исследований теоретической физики и математики. Участвовал в создании нескольких новых исследовательских организаций и инженерных дисциплин в Иране.
Его деятельность включала широкий спектр научных интересов.

## Биография
Родился 4 сентября 1949 года в историческом городе Исфахан. Получил степень магистра наук в области электротехники и техники управления Тегеранского университета в 1973 году. В 1976 году получил степень доктора философии в Калифорнийском университете в Беркли.
Он был пионером в представлении новых междисциплинарных курсов для аспирантов, таких как биологические вычисления, общий дизайн систем и сложные темы в социально-когнитивных системах, где он читал курсы (и руководил диссертациями) в различных дисциплинах и факультетах, таких как электротехника и компьютер, инженерия, менеджмент, психология, изобразительное искусство и архитектура, финансы и экономика.
Профессор Лукас также был приглашенным доцентом в Университете Торонто, Канада (1989—1990) и в Калифорнийском университете в Беркли (1988—1989).
Он работал управляющим редактором журнала «Воспоминания инженерного факультета» Тегеранского университета (1979—1991), заместителем редактора журнала интеллектуальных и нечётких систем (1992–1999) и председателем IEEE — Иранская секция (1990—1992). Он был председателем нескольких международных конференций.
Он является автором около 826 статей на конференциях, 332 журнальных статей и 39 глав в книгах; отредактировал 8 томов книг, был членом программного комитета (ПК) на 96 конференциях и выступал с приглашенными докладами (или программными докладами) на 190 национальных и международные мероприятия.